# 宇宙世紀
宇宙世紀（うちゅうせいき、Universal Century）とは、『ガンダムシリーズ』のうち、アニメ第1作『機動戦士ガンダム』およびその続編・外伝作品の舞台となる架空の未来における紀年法。英文表記は「U.C.」と略される。
『ガンダムシリーズ』において宇宙世紀の歴史に含まれる作品群は『宇宙世紀シリーズ』、『機動武闘伝Gガンダム』など宇宙世紀の歴史に含まれない作品群は『オルタナティブシリーズ』と分類されている。

## 呼称
宇宙世紀は「世紀」とは称するが、100年区切りのそれではなく、実際には年をカウントする暦である。例えば、シリーズ第1作『機動戦士ガンダム』そして一年戦争の時代となる「宇宙世紀0079」とは、宇宙世紀に入って79年目の年であることを意味する。
スペースコロニーへの移民が開始された年を0001年（元年）とする。常にゼロを含む4桁で表記され、日本語読みでも0001年は「トリプルオー・ワン」、0079年は「ダブルオー・セブンティナイン」、0123年は「オー・ワン・トゥエンティスリー」と英語読みする。なお英文表記およびその略称は『機動戦士ガンダム』の冒頭ナレーションおよび放送当時の書籍で確認できる。

## 世界観
シリーズの原点となった『機動戦士ガンダム』の舞台は、劇中のナレーションより0079年から0080年までとされる。また映像作品で描かれたのは『機動戦士ガンダムUC』のプロローグにおける0001年の改暦セレモニー（『ガンダムUC』本編は0096年）から、『G-SAVIOUR』の舞台となった0223年までの範囲である。
この未来においては、増えすぎた地球人口による食糧問題や環境破壊などへの対策として、地球と月のラグランジュ・ポイントに多数のスペースコロニーが建設され、そこに多くの人々が居住している（地球・月・コロニーを含む宙域を「地球圏」と称する）。しかし、これらコロニーの自治権を巡り、地球連邦政府とコロニー住民（スペースノイド）との間で衝突が頻発し、ついには0079年の一年戦争をはじめとする多数の大規模な戦乱を生じるに至る。そのような状況の中、レーダーや無線通信を阻害する「ミノフスキー粒子」の発見・利用によって、特に兵器において劇的な技術革新が起こる。その代表格が人型汎用機動兵器「モビルスーツ」である。
月面にも都市が建設されているほか、ルナツー、ア・バオア・クーなど資源調達のために地球軌道上に移送された小惑星も周回しており、のちに要塞として転用されている。地球からの離脱手段は旧来の化学ロケットのみならずマスドライバー加速によるシャトルが中心となっているが、軌道エレベータは実現されていない。この時代、地球居住が合法的に可能なのは地球連邦政府関係者や富豪といった特権階級であり、彼等が宇宙に出ることはあまりなく、また一度地球から宇宙へ移民として出た場合、地球に戻ることはほとんど不可能であった。そのため、「地球に残れた者」と「宇宙へ移民した者」の間には深い溝が発生している。
エネルギー
スペースコロニーでは太陽光発電やそれを利用した人工太陽を活用しており、エネルギーを自給自足可能としている。地球上では、静止軌道上に太陽光発電衛星を設け、それによって得られた電力をマイクロウェーブで地上に送電する事で大半の電力を賄っている。一方で、核融合に必要なヘリウム3（中性子放射がほとんど発生しない事から燃料として使用される）を木星から採取し地球へ運ぶ木星船団が組織されており、地球圏の消費電力の大半はこれを用いたミノフスキー・イヨネスコ型熱核反応炉で賄われているとした資料もみられる。
通信
ミノフスキー粒子の散布下では電波通信は行えないため、長距離通信はレーザー通信が主流。またテレビ電話も普及しており、さまざまな作品で使用する描写が見られ、作品によってはスマートフォンや携帯電話が登場する場合もある。
交通
0079年頃のコロニー内での主要交通手段としては「エレカ（エレクトリック・カーの略）」と呼ばれる電気自動車が普及している。これは密閉されたコロニー内の空気を清潔に保つ必要があるためで、エレカの免許は15歳から取得可能、コロニー内での制限速度は40km/hとされる。地球上でも都市部ではエレカが普及しているが、未開の地域や高緯度・熱帯地方などではいまだにガソリン車やハイブリッドカーが使用されており、一年戦争でジオン公国軍が地上で運用した車輌やバイクも内燃機関を有しているものがほとんどである。また、0123年頃にはエレカに代わって、一年戦争期に公国軍で開発された小型ホバークラフト「ワッパ」が発展し、コロニー・地球上問わず一般的な移動手段として普及している（『機動戦士Vガンダム』）。
言語
『機動戦士Ζガンダム』においてパプテマス・シロッコが綴った「血の誓約書」、カイ・シデンがハヤト・コバヤシに宛てた手紙、『機動戦士ガンダム 逆襲のシャア』においてオクトバー・サランがチェーン・アギに宛てた手紙、『機動戦士ガンダムNT』においてユニコーンガンダムを調査した報告書など、作中に登場する文書類の文面は基本的に英語で書かれている。また、『機動戦士ガンダム』、『機動戦士Ζガンダム』、『機動戦士Vガンダム』に登場する、戦艦内に設置された軽食用自動販売機も、全て英語表記となっている。ただし言葉は通じるが出身地により発音に訛りを指摘させるシーンもある（『機動戦士ガンダム0080 ポケットの中の戦争』）。
経済
ガンダムシリーズでは第一作の『機動戦士ガンダム』からモビルスーツ等の兵器も現実的な産業機械として設定されており、アナハイム・エレクトロニクスなどの軍需企業が販売する『商品』として描写するシーンもある。
通貨は初期の頃から統一されていないという描写があり、具体的な相場や単位は出てこないが『機動戦士ガンダム』第33話にてサイド6で買い出しに行く際、フラウ・ボゥ「両替してもらった？」タムラ「ああ」というセリフがあるので、少なくとも地球連邦の通貨はこの時点でのサイド6では使えないのは確定。
本編に出てきた通貨単位はセント（『機動戦士Zガンダム』　月面都市グラナダ）、ギラ（『機動戦士ガンダムZZ』　サイド1など）、ハイトおよびクール（『機動戦士ガンダム0080 ポケットの中の戦争』　サイド6）など場所や時期により異なる。詳細な物価は不明であるが、『機動戦士ガンダム0080 ポケットの中の戦争』では支払いのシーンが複数登場しており、新聞が20クール、リボーからフランチェスカまでのチケット代が520ハイト、ウィスキーの水割り1杯が5ハイト3クールなどである。
地球・宇宙共にジャンク品の需要が多く回収業者も存在する。
文化
0087年には、カミーユ・ビダンの「ジュニアモビルスーツ大会優勝」という受賞歴とその際に撮られた写真から、小型のモビルスーツを用いたロボット競技も行われていることが分かる（『機動戦士Ζガンダム』）。
ゲームセンターなどの娯楽施設がある（『機動戦士ガンダム0080 ポケットの中の戦争』）。
教育
教育機関は少なくとも小学校（『機動戦士ガンダム0080 ポケットの中の戦争』、高等学校（ハイスクール）（『機動戦士Ζガンダム』）、高校・専門学校（シニア・ハイスクール）（『機動戦士ガンダムF91』、『機動戦士ガンダムUC』）、大学が存在している。

## 公式設定の定義

### サンライズ公式設定
2001年、『ガンダム 公式百科事典 GUNDAM OFFICIALS』を執筆した皆川ゆかは、 「版権を持つサンライズは今日「映像での表現を優先する」という立場を表明しています。ガンダムはもともとフィルムで始まったもので、サンライズはアニメ制作会社なので、ごく当たり前の見方です。「ガンダムワールド」の魅力は重量感のある設定ですが、これがフィルムの面白さを制限する場合、制作会社としては本末転倒です。とし、「重要なのは、現時点で表明されたサンライズの立場がフィルム以外を否定するものではないという点です。 盆栽に例えると、木の枝や葉を切って形を整えるのではなく、フィルムという茎に沿ったシルエットこそ「ガンダムワールド」なのです。サンライズのスタンスはそう解釈できるでしょう。 さまざまなメディア展開をするガンダムですが、その根本はフィルムにあるということです。」とも語っている。
株式会社双葉社から発行されているグレートメカニックの「MSメーカーの起源を求めて ガンダムセンチュリーが残したもの」という題で、2004年当時のサンライズ企画開発室室長・井上幸一は「サンライズ公式設定、いわゆるガンダムワールドにおける真のオフィシャルは厳密に言うならば、映像化されたものと映像化作品の中に登場するものに限って認められると考えてもいいということです。」ということを語ったが、「だからといって映像化されていないからといって、原作者である富野由悠季が執筆した小説をオフィシャル扱いでないとするのもおかしな話で、ガンダムの創造者、ある意味"神"である富野さんが作ったガンダムならばメディアを問わず、皆が正史と捉えますよね? そもそもファーストガンダムだって劇場版、TV版、小説版で違っているわけで、本当のところを言うと困ってしまう訳です。」とも語っている。
同書で井上は「サンライズ公式の他にもガンダムにおけるオフィシャルはいくつも存在している。」とし、皆川ゆかが編纂に携わった百科事典『機動戦士ガンダム 公式百科事典 GUNDAM OFFICIALS』は「いくつもあるガンダムにおけるオフィシャルを1冊にまとめた結果で、だからオフィシャルの複数形という造語をタイトルに据えた訳です。」とも語っている。
同書では他にも「"設定遊び"の始まり「ガンダムセンチュリー」」という題で、ガンダムセンチュリーを"あくまでも本編を重視し、その隙間をついてつじつまを合わせるように更なる構築していくスタイルをガンダムセンチュリーは遵守したと評し、これがもし本編と全く折り合いがつかない設定だったら、それがどんなに面白いものでも発表から20年以上も経ってこうしてサンライズ公式設定とされることはなかったと書かれている。
井上は「TVシリーズの狭間を埋める形で制作された宇宙世紀を舞台としたのOVA作品も、結局『ガンダムセンチュリー』と似たようなことをやっているんですよね。『0083』も『ファースト』と『Zガンダム』になるべく干渉しないように配慮しながら、新しい設定を作っている。松戸のガンダムミュージアムで流しているガンダムの開発記録映像にしても、"ガンダムの内部構造をこう考えたらもっと楽しめるのでは?"という設定のお遊びの一つなんです。」とも語っている。
2022年時点で、小形尚弘エグゼクティブプロデューサーは、ファンが映像化されたものを正史として見ていることを理解しつつ、作り手側としては正史・パラレルという意識はないとしている。

#### UC NexT 0100
サンライズが認可する公式設定とは上記の説明の通り、映像化した作品、映像化作品の中に登場するもの、富野由悠季が手がけた小説作品であるが、2018年からサンライズが展開しているプロジェクト『UC NexT 0100』では、映像作品に限らず、このプロジェクトから展開される漫画作品や小説作品、ゲーム作品などもサンライズ公式設定に含まれる。
2018年に『ガンダム』シリーズの舵取りを担っているサンライズの小形尚弘ゼネラルマネージャーはグレートメカニックのインタビューでUC NexT 0100からは、ゲームや漫画から宇宙世紀のサンライズ公式作品も発生するだろうと語った。
2018年のシネマトゥデイのインタビューにおいて小形は「UC NexT 0100が小説『ガイア・ギア』までやるのかそれは自分も含め誰にもわかっていない」と語っている。

### サンライズ準公式設定
2004年当時のサンライズ企画開発室室長・井上幸一はグレートメカニックのインタビューで「ガンダムワールドを扱った漫画や小説、ムックなどの書物やゲームなどに関してはサンライズが監修し出版許可を出しているので、そこに登場するオリジナル設定も広義的には準オフィシャルと言えるかもしれません」と語り、過去に講談社、ストリームベースが主導で設定した『MSV』シリーズを例として挙げている。
漫画家の松浦まさふみは、1988年から1992年までにバンダイのサイバーコミックスで連載されていた漫画『アウターガンダム』がメディワークスにより2002年8月から復刊した際にあとがきで「当時は今のように設定が整理されていなかった為、本作が2002年現在の設定と合わず、復刊で大幅な手直しを覚悟していたが、版元(創通エージェンシー・サンライズ)に伺ってみた所、過去に許可の出たものだからそのままの形でなら出しても良いという返事を貰って驚いた」と語っている。(アウターガンダムはほぼオリジナルで復刊したが、松浦は一部現在の表現に合わない部分は修正している。)。

### 準公式設定から公式設定への認可
ガンダムワールドにおけるサンライズ公式設定は、映像化作品、映像化作品の中に登場するもの、富野由悠季による小説というのは上記で説明した通りだが、サンライズの認可した書籍やゲームなどのサンライズ準公式設定が、映像作品に登場した事でサンライズ公式設定になった事例も少なからず存在している。
2004年当時のサンライズ企画開発室室長・井上幸一は株式会社双葉社から発行されているグレートメカニックのインタビューで「アニメ『機動戦士Zガンダム』のジャブローにおいて、MSVが登場したことが、元々準公式設定だったものが公式設定へと認可された最初の事例である」と語った。
井上は同インタビューにおいて「『ガンダムセンチュリー』が初出であるジオン公国のモビルスーツメーカーのジオニック社、ツィマッド社、MIP社が、2004年のCGアニメ作品『機動戦士ガンダム MS IGLOO』に登場したことでサンライズ公式に認められた」とも語った。

## 正史設定の定義

### 宇宙世紀における正史(本伝)
ガンダムワールドにおける公式設定とは、映像化した作品、富野由悠季による小説作品という定義を上記で解説したが、サンライズ公式設定の作品であっても、宇宙世紀を舞台とした作品を年表という括りで一纏めにすると、多少の差異が発生する。
こういった設定の差異を読者に分かりやすく解説しようと、双葉社のグレートメカニックの編集部などは、アニメ『機動戦士Zガンダム』を例に挙げて「ハヤト・コバヤシが館長を務める戦争博物館でガンキャノン109号機が展示されているから、フィルム上では劇場版『機動戦士ガンダム』を正史とするのだろう」と解説していたが、サンライズの方針は異なった。
2004年当時のサンライズ企画開発室室長・井上幸一はグレートメカニックのインタビューで「富野由悠季が執筆した小説なども皆が正史と捉えますよね？そもそもファーストガンダム自体が劇場版、TV版、小説版で設定が違っているがどれも全部富野由悠季が手掛けている訳で、どれが本物なのか?と言われても困ってしまう。」と語り、サンライズとしてはどのメディアが正史か明確にしないスタンスであった。
ガンダムシリーズの原作者である富野由悠季は、2015年8月27日に開催されたイベント『夜のG-レコ研究会〜富野由悠季編〜』で、「皆さんなりにガンダム全史みたいなものを作っていただければ良い」とガンダムシリーズのユーザーへ見解を語っている。

### 宇宙世紀におけるパラレル
映像化されればサンライズ公式設定となるのは上記で説明した通りだが、映像作品であってもパラレルとして紹介される作品も存在している。
一年戦争を舞台にした準公式作品である漫画『機動戦士ガンダム THE ORIGIN』や漫画『機動戦士ガンダム サンダーボルト』は、サンライズ公式設定や宇宙世紀の正史と異なった独自の設定などを盛り込んだ作品で、この2作品は後にタイトルをそのままにそれぞれアニメ『機動戦士ガンダム THE ORIGIN』、アニメ『機動戦士ガンダム サンダーボルト』として映像化されているが、『機動戦士ガンダム』に端を発する宇宙世紀の歴史・世界とは別に存在する、一種のパラレルワールド、『Another U.C.』である。これらは大まかな世界観として宇宙世紀を踏襲しているものの、“正史の歴史的事実”に縛られずに生まれた作品であり、そのためAnother U.C.はその設定は時系列に、正史との矛盾や違いが生まれる。
『サンダーボルト』のプロデューサーを務めたサンライズの小形尚弘は2016年のインタビューで「『サンダーボルト』が正史か、パラレルかっていう問題はあったが、アニメを制作している自分達は、そんなに意識している訳ではない。以前までは映像化されたものが正史という考え方だったが、河口さんも先ほど言っていたように、ガンダムの幅がどんどん広がってきて、『サンダーボルト』に関しては、たまたまスタジオ的にタイミングがよかったっていう理由が大きい。制作する中で、サンライズがやるからには正史に組み込んでいいようには作るが、それをやり過ぎると太田垣先生の味がなくなってしまうので、そこに関しては半分パラレルでいいのかなって思いながら作っていました。」と語った。また同インタビューで小形は「『サンダーボルト』は、ガンダムという舞台設定だけ借りた、富野さんが昔言っていたように何回目かの宇宙世紀っていう考え方でいいじゃないかと思いますね（笑）。海外のコミック映画みたいに監督が代わると見え方も変わるっていうやり方も、今のガンダムというコンテンツであればこその許容力はできているんじゃないかと思います」と制作中は、あまりサンライズ公式か正史かどうかに拘っていなかった見解を語っている。しかし2018年には、『サンダーボルト』は宇宙世紀の本伝ではなく、パラレルであると改めて言及している。
2025年には、サンライズとスタジオカラーの共同制作となるアニメ『機動戦士Gundam GQuuuuuuX』にて、ジオン公国側が一年戦争に勝利した世界線が描かれた。監督の鶴巻和哉は本作品を一年戦争の仮想戦記ものと捉えており、自分よりも若いロボットアニメファンが一年戦争やその後の歴史について詳しいだろうと考えたことが出発点になったとしている。

### 宇宙世紀年表
サンライズが制作した映像フィルムである2014年の公式PV『100秒でわかる「機動戦士ガンダムUC」』では（U.C.0001〜0153）までの年表が掲示され、そこには『機動戦士ガンダム』から『機動戦士Vガンダム』までの作品の映像が編集されている。
宇宙世紀年表は、上記で紹介したサンライズの映像フィルム以外にも、過去から現在に至るまで様々な会社から発表されてきたが、それはサンライズ公式設定やサンライズ準公式設定をあまり区別せずに各社の独断で判断し構成されていることが殆どであり、そういった理由から、各社の年表を比較した場合においても、細部の内容に食い違いが発生する事となっている。しかしながら、上記のPV『100秒でわかる「機動戦士ガンダムUC」』だけでなく『【U.C. ENGAGE】宇宙世紀ヒストリー』登場の映像作品、サンライズ監修書籍『週刊ガンダム・モビルスーツ・バイブル』年表、及び公式ショップ『ガンダムベース』壁面年表、バンダイチャンネルの年表など、いずれも〜U.C.0153、つまり『機動戦士Vガンダム』までとなっている。

## 作品別年表
- 宇宙移民の開始をもって、紀年法を「宇宙世紀」へ移行

映像作品で人類がいつ西暦から宇宙世紀に移行したかについて触れたのは、2000年の映像作品『G-SAVIOUR』。字幕版の冒頭のナレーションにおいて「西暦2045年 宇宙に生活圏を拡大した人類は “サイド”と呼ばれる宇宙都市群（セツルメント）を建設し大規模な移住を開始してその暦を宇宙世紀へと改めた」とある。2010年にOVAとして発売されたアニメ『機動戦士ガンダムUC』の物語冒頭では、西暦から宇宙世紀への改暦の瞬間を記念したセレモニーがスタンフォード・トーラス型のコロニーでおこなわれる場面が描かれ、初代地球連邦政府首相リカルド・マーセナスが演説をおこなうが、西暦時代に関する詳細は特に言及されていない。
書籍では、1989年刊行の書籍『ENTERTAINMENT BIBLE』シリーズ掲載の年表では、「1999年 地球連邦政府樹立」「2009年 地球連邦軍設立」「2045年 第1号コロニーの建造開始」とし、「UC0001年 宇宙移民開始をもって宇宙世紀に移行」としている。同様の年表は漫画単行本『DENGEKI COMICS』シリーズの宇宙世紀関連作品（1994年刊行）にも「宇宙世紀公式年表」と題されて掲載された。しかし、『ENTERTAINMENT BIBLE』シリーズの宇宙世紀関連の最終刊である『【ザンスカール戦争編】〈下〉』（1994年）では年表が変更され、西暦部分の記述は1999年の地球連邦政府樹立から2045年の第1号コロニー建造開始までを掲載せず、現実に起こったことのみが記載された。この年表は1996年刊行の書籍『データコレクション』シリーズの『機動戦士ガンダム 一年戦争編』にも掲載されたが、以降の同シリーズの年表は西暦部分自体が削除された。『DENGEKI COMICS』シリーズの「宇宙世紀公式年表」も2000年頃から掲載されなくなり、2000年以降に発行された書籍の年表では西暦時代の出来事については記載されていない。
『機動戦士ガンダム』総監督の富野喜幸は、同作品放送終了直後の『アニメック』10号のインタビューで「宇宙暦の元年を、スプートニク打ち上げの時（1957年）にしていただいても、アポロ月着陸（1969年）でも、宇宙植民がはじまった時でも、お好きな時点を元年にしてくださって結構」「（1号コロニーが浮かんだ年は）知りません、いっそのこと、1999年グランドクロス発生を起点にしたらいかがですか？」と発言している。1988年発行のアンソロジーコミック『サイバーコミックス01』掲載の年表、および高橋昌也原作・沖一作画の漫画『STAMPEDE ミノフスキー博士物語』や松浦まさふみの漫画『アウターガンダム』ではこの発言を踏襲し、1969年を宇宙世紀0001年としている。

### ラプラス事件
- U.C.0001
  - 『機動戦士ガンダムUC』（2010年 - 2014年、小説・アニメ）（物語冒頭）

西暦から宇宙世紀への改暦セレモニーの際に、地球低軌道上に設置された地球連邦首相官邸「ラプラス」が爆破され、初代首相リカルド・マーセナスらが死亡した事件。劇中の世界では地球連邦政府樹立に反対するテロリストが起こした事件とされていたが、真相は地球連邦政府内の保守派勢力の陰謀によって引き起こされた暗殺で、『機動戦士ガンダムUC』ではこの時に抹消されたある事実を巡る物語が繰り広げられる。

### 一年戦争
- U.C.0079 - 0080
  - 『機動戦士ガンダム』（1979年 - 1980年、アニメ）
  - 『機動戦士ガンダム0080 ポケットの中の戦争』（1989年、アニメ）
  - 『機動戦士ガンダム 第08MS小隊』（1996年 - 1999年、アニメ）
  - 『機動戦士ガンダム MS IGLOO』（2004年 - 2009年、アニメ）
  - 『機動戦士ガンダム THE ORIGIN』（2001年 - 2011年、漫画 2015年 - 2018年、アニメ）
  - 『機動戦士ガンダム サンダーボルト』（第1部）（2012年 - 現在、漫画 2015年 - 2017年、アニメ）
  - 『機動戦士ガンダム ククルス・ドアンの島』（2022年、アニメ）
  - 『機動戦士ガンダム 復讐のレクイエム』（2024年、アニメ）
  - 『機動戦士Gundam GQuuuuuuX』（2025年、アニメ）

映像作品以外は多数のため省略。
地球から最も離れた（月の向こう側に位置する）スペースコロニー・サイド3が宇宙市民の自治権を求め、「ジオン公国」を称して地球連邦に挑んだ独立戦争。この戦争において人型機動兵器・モビルスーツが初めて実戦投入され、戦争初頭において人類はその人口の半数を失った。戦争は、ジオン公国を支配したザビ家一党が滅亡したことにより、新たに成立したジオン共和国臨時政府と地球連邦政府が終戦協定を結ぶ形で終結した。

### （南洋同盟の反乱）
- U.C.0080
  - 『機動戦士ガンダム　サンダーボルト』（第2部）（2012年 - 現在、漫画 2015年 - 2017年、アニメ）

僧正レヴァン・フウは一年戦争終結後の連邦政府の疲弊に乗じ、連邦からの分離・独立を図る南洋同盟を結成。南洋同盟を壊滅させるべく、連邦軍はペガサス級強襲揚陸艦スパルタンによる強襲作戦「サンダーボルト作戦」を実行。

その戦いの中、南洋同盟の真の目的がアナハイム・エレクトロニクスをサイド3にあるソーラ・レイを使って滅ぼすことであると判明する。

### （水天の涙作戦）
- U.C.0081
  - 『機動戦士ガンダム戦記』（2009年、ゲーム・漫画）

戦時中よりジオン公国によって計画されていた月のマスドライバー基地を利用して地球の主要拠点を砲撃する作戦。戦後はジオン残党により、威嚇効果によってスペースノイド自治を目的とした会談の席を設けることを目的として再度計画が進められ、その過程で地球連邦軍の遊撃特務部隊ファントムスイープ隊と計画の実働部隊の一つインビジブル・ナイツが各地で交戦を繰り返すこととなる。

### デラーズ紛争
- U.C.0083
  - 『機動戦士ガンダム0083 STARDUST MEMORY』（1991年 - 1992年、アニメ）
  - 『機動戦士ガンダム カタナ』（2009年 - 2013年、漫画）
  - 『機動戦士ガンダム0083 REBELLION』（2013年- 2021年、漫画）

ジオン公国軍の残党であるデラーズ・フリートと地球連邦軍の紛争。デラーズ・フリートはコロニー落としを行い北米の穀倉地帯を壊滅させることに成功したものの、この紛争を契機に連邦内ではジャミトフ・ハイマン准将が中心となってティターンズが結成され、スペースノイドに対する弾圧が強化されることで後のグリプス戦役へと繋がっていく。なお、事件は巧妙に隠蔽され、コロニー落としの件はコロニー輸送中の事”として処理された。

### グリプス戦役
- U.C.0087 - 0088
  - 『機動戦士Ζガンダム』（1985年 - 1986年、アニメ）
  - 『機動戦士ガンダム エコール・デュ・シエル』（2001年 - 休止中、漫画・小説）
  - 『ADVANCE OF Ζ ティターンズの旗のもとに』（2002年 - 2008年、模型・小説・漫画）
  - 『機動戦士Ζガンダム A New Translation』（2005年 - 2006年、アニメ）
  - 『ADVANCE OF Ζ 刻に抗いし者』（2010年 - 2013年、模型・小説）

スペースノイド弾圧のため地球連邦軍内に結成された地球至上主義者による軍閥「ティターンズ」（実質的には提唱者であるジャミトフ・ハイマンの私兵組織と化していた）と、彼らの専横に抵抗するために結成された反地球連邦組織「エゥーゴ」の軍事衝突。中盤にはアステロイドベルトから帰還したジオン公国残党軍「アクシズ」も絡んで三つ巴の様相を呈し、最終的にティターンズはその指導者層を失い瓦解した。終結と同時にそのまま第一次ネオ・ジオン抗争に繋がっていく。

#### （ペズンの反乱）
- U.C.0088
  - 『ガンダム・センチネル』（1987年 - 1990年、模型・小説）

名称は反乱の主犯格であるニューディサイズが立てこもった小惑星基地ペズンに由来する。時期としては『機動戦士Ζガンダム』の終盤と重なり、グリプス戦役末期の宇宙世紀0088年1月25日から同年4月5日まで続いた。
グリプス戦役末期。シャア・アズナブルによるダカール演説以後、劣勢となったティターンズを見切り、エゥーゴ寄りとなった地球連邦政府に対する地球至上主義者たちの不満は臨界に達していた。宇宙世紀0088年1月25日、小惑星基地ペズンに駐留する地球連邦軍教導団に所属するメンバーのうち、ティターンズ寄りの地球至上主義思想を持つ青年将校たちが、地球連邦政府への恭順という教導団上層部に不満を抱いて武装決起。ぺズンを制圧すると、ニューディサイズを標榜して地球連邦政府に反旗を翻した。
対する地球連邦政府は、グリプス戦役終結時に大多数の戦力を温存していたネオ・ジオンとの衝突を控え、ニューディサイズは早急に取り除くべき障害であると判断し、討伐隊の派遣を決定する。しかし、ネオ・ジオンとの戦争を前に大規模戦力を投入する訳にはいかず、新造されたアーガマ級巡洋艦ペガサスIIIとSガンダム、FAZZ、ΖプラスのガンダムタイプMSを中心とする少数精鋭のα任務部隊が討伐隊の先遣として宇宙に送り込まれた。
α任務部隊の実態はペガサスIIIの艦長イートン・ヒースロウ少佐が艦隊司令を兼任する臨時編成艦隊に準じた体制で、主力であるガンダムタイプMSの専任として抜擢されたパイロットのほとんどが実戦経験のない“素人”の集まりであるなど、“少数精鋭”とは名ばかりのものだった。対するニューディサイズは要塞化したぺズンとMS部隊による防衛網でこれを迎え撃つが、α任務部隊は高性能MS群の性能にも助けられ、ぺズンの動力源として配置されていた発電衛星を破壊して防衛網を無力化する。しかし、α任務部隊の本隊として派遣された地球本星艦隊X分遣艦隊（以下エイノー艦隊）を率いるブライアン・エイノー提督がニューディサイズ側に艦隊ごと寝返り行方を晦ませたため、α任務部隊は代わりに月軌道艦隊と合流してぺズン制圧を開始する。しかし、ニューディサイズはあらかじめぺズン放棄を決定しており、ぺズンを核兵器で爆破して撤退した。
その後、ニューディサイズは新地球派の月面自治都市エアーズ市を拠点とする。α任務部隊はニューディサイズをエイノー艦隊との合流前に撃滅してエアーズ市を制圧しようとするが、既にエイノー艦隊と合流していたニューディサイズの前に戦力差で劣るα任務部隊は劣勢に陥る。しかし、連邦政府が形振り構わず新たに残存する本星艦隊を投入したことで戦力差は逆転。α任務部隊と合流した本星艦隊はエアーズ市制圧作戦を開始し、圧倒的な数の前にエアーズ市は陥落。ニューディサイズの指導者ブレイブ・コッドが戦死、エアーズ市長カイザー・パインフィールドが自決したことで月面での戦闘は終結した。
ブレイブに代わりニューディサイズの指導者となったトッシュ・クレイの指揮によりエアーズ市を脱出したニューディサイズは、本来仇敵であるはずのネオ・ジオン軍のトワニング艦隊と接触。新型モビルアーマーであるゾディ・アックを（欠陥機であることを知らされないまま）譲り受けた。その後、最後の作戦として地球連邦首都ダカールの制圧とゾディ・アックを用いた連邦軍本部移転予定地ラサへの質量弾攻撃を目的とした地球降下作戦を開始し、作戦の足がかりとすべく宇宙ステーション・ペンタを制圧する。そして地球降下作戦を実施するもα任務部隊の活躍で失敗。ニューディサイズは大気圏突入を阻止されて全滅、エイノー提督はペンタで降伏して反乱は鎮圧された。
反乱そのものは短期間で終結するも、連邦政府に与えた影響は大きかったようであり、その後の対ネオ・ジオン戦で主導権を取れなかった要因の1つとも考えられる。

### 第一次ネオ・ジオン抗争
- U.C.0088 - 0089
  - 『機動戦士ガンダムΖΖ』（1986年 - 1987年、アニメ）
  - 『機動戦士ガンダムΖΖ外伝 ジオンの幻陽』（2007年 - 2008年、漫画）

木星圏から小惑星アクシズとともに帰還したハマーン・カーン率いるネオ・ジオンとグリプス戦役に勝利したエゥーゴとの抗争。ネオ・ジオンは内部抗争もあって弱体化。最終的には指導者のハマーン・カーンが戦死したことにより終結した。

### （レジオン建国戦争）
- U.C.0088 - 0089
  - 『A.O.Z Re-Boot ガンダム・インレ-くろうさぎのみた夢-』（2014年 - 現在、漫画）

グリプス戦役後逃亡していた、ガンダムTR-6インレを擁するトリスタン率いるティターンズ残党一派「トライステラー」が火星圏へ到着。オメガ率いるギレン派ジオン残党「レジオン」と合流。
レジオンと火星を当時支配していたキシリア派ジオン残党「ジオンマーズ」との間でレジオン建国戦争勃発。レジオン、インレの翼による圧倒的戦力により勝利。ジオンマーズ壊滅。その後レジオン内紛によりオメガ地球圏へ逃亡。火星にアリシア・ザビ総帥を中心とする新政権樹立。
0089年、第一次ネオ・ジオン抗争においてアクシズ支援のため地球圏に派遣されていたチェスターJr率いるジオンマーズ艦隊がアクシズの残存兵力及び地球圏の難民を伴い帰還。既に火星はレジオン支配下にありレジオン、ジオンマーズ艦隊へ武装解除を求めるもチェスターJr、これを拒否。
フォボス宇宙港攻防戦発生。難民数万人が巻き込まれ死亡。ジオンマーズ艦隊、レジオン副総裁グロリア・ザビ操るクインリィ及び監視衛星砲「エレノア」の攻撃により全滅。アクシズ残存兵力は先に全滅したP・G部隊を除きレジオン側に投降、ジオンマーズ側で唯一生き残った首謀者チェスターJrはレジオン政府による軍事裁判へかけられる事となる。

### （白のグリモアを巡る戦い）
- U.C.0089
  - 『機動戦士ガンダム ヴァルプルギス』（2017年 - 2022年、漫画）

### （カラードによる巡洋艦アラハス襲撃）
- U.C.0090
  - 『ダブルフェイク アンダー・ザ・ガンダム』（1990年、漫画）

### （連邦軍上層部によるジョニー・ライデンの捜索）
- U.C.0090
  - 『機動戦士ガンダム MSV-R ジョニー・ライデンの帰還』（2012年 - 現在、漫画）

### （巨神との戦い）
- U.C.0091
  - 『機動戦士VS伝説巨神 逆襲のギガンティス』（1990年、漫画）

### （「輝ける星」作戦）
- U.C.0091
  - 『A.O.Z Re-Boot ガンダム・インレ-くろうさぎのみた夢-』（2014年 - 現在、漫画）

0091年10月、レジオン建国後にみずからの兵器を奪われ、アルカディアに潜伏していたティターンズ残党は、ジオンマーズ残党と結託して「インレの翼」奪回作戦、通称「輝ける星」作戦を発動する。火星の重要拠点5箇所（オリンポス火山レジオン基地、アルカディア、閉鎖中のフォボス宇宙港、工業プラント、氷河地下インレ建造秘密基地）のうち、フォボス宇宙港を除く4箇所に対してほぼ同時に襲撃を開始する。 

### （地球のネオ・ジオン残党が宇宙へ撤退）
- U.C.0092
  - 『機動戦士ガンダム ジオンの再興』（1988年、漫画）
  - 『機動戦士ガンダム 新ジオンの再興』（2010年 - 2011年、漫画）
  - 『機動戦士ムーンガンダム』（2017年 - 現在、漫画）

### 第二次ネオ・ジオン抗争
- U.C.0093
  - 『機動戦士ガンダム 逆襲のシャア』（1988年、アニメ）

グリプス戦役以降行方不明になっていたジオン・ズム・ダイクンの遺児シャア・アズナブルことキャスバル・レム・ダイクンが、ネオ・ジオンを率いて地球連邦政府に対して起こした反乱。シャアはアクシズを地球に落下させ、核の冬による寒冷化により地球に執着する特権層の粛清を図ろうとしたが、連邦軍の特務部隊ロンド・ベルや所属する一年戦争時のエースパイロットアムロ・レイの活躍によって阻止された。

### （ティターンズ残党による強化人間量産化計画）
- U.C.0094
  - 『機動戦士ガンダム U.C.0094 アクロス・ザ・スカイ』（2013年 - 2015年、漫画）

### ラプラス事変
- U.C.0096
  - 『機動戦士ガンダムUC』（2010年 - 2014年、アニメ）
  - 『機動戦士ガンダム U.C.0096 ラスト・サン』（2015年 - 2017年、漫画）

### バーナム動乱
- U.C.0096
  - 『機動戦士ガンダム Twilight AXIS』（2017年、小説・アニメ）

### 不死鳥狩り
- U.C.0097
  - 『機動戦士ガンダムNT』（2018年、アニメ）

### ジオン共和国の自治権放棄
- U.C.0100

### マフティー動乱
- U.C.0104[36]または0105[37][38][39]
  - 『機動戦士ガンダム 閃光のハサウェイ』（1989年 - 1990年〈小説〉、2021年 - 〈劇場アニメ〉）[40]

### （F90と各種専用装備のテスト運用開始）
- U.C.0112
  - 『機動戦士ガンダムF90 ファステストフォーミュラ（第1部）』（2019年 - 現在、漫画）

### （ファステストフォーミュラによる宙賊討伐）
- U.C.0115
  - 『機動戦士ガンダムF90 ファステストフォーミュラ（第2部）』（2019年 - 現在、漫画）

### オールズモビル戦役
地球連邦軍とジオン公国の残党組織オールズモビルによる戦争。

#### 第一次オールズモビル戦役
- U.C.0120 - 0121
  - 『機動戦士ガンダムF90』（1990年 - 1991年、漫画）

火星独立ジオン軍（以下、オールズモビルと統一）は火星を拠点としたジオン残党の一つである。最初は小規模な抵抗でしかなかったが、宇宙世紀0120年10月25日にジュピトリス級超大型輸送艦「コバヤシ丸」が撃沈され、同月3日後の10月28日にトライアルしていた地球連邦軍の最新モビルスーツであるF90 2号機を強奪。サイド4・フロンティア・サイドの地球連邦軍統合本部は旗艦アドミラル・ティアンムを中心とした第十三独立艦隊にオールズモビル討伐を命じる。
第十三独立艦隊は宇宙世紀0121年3月に火星に到着したが、オールズモビルの巧妙な攻撃と地球連邦軍内部の内通者により予定された作戦行動を取ることができず、艦隊の半数を失う。それでも火星に部隊を送り込み、オールズモビルの基地施設に侵入するが、オールズモビルの切り札「オリンポス・キャノン」により旗艦アドミラル・ティアンムが撃沈されてしまう。しかし、オリンポス・キャノン発射時の圧力により基地は壊滅。結果としてオールズモビルの自滅という形で幕が下りる。

#### 第二次オールズモビル戦役
- U.C.0122
  - 『機動戦士ガンダムF91 フォーミュラー戦記0122』（1991年、ゲーム・漫画）

火星のオールズモビルは壊滅したが、地球圏に残存したオールズモビルの勢力はシャルル・ロウチェスター少佐を中心に再興する。軍備もそれまでのオールズモビルとは違い、艦船やリファイン（RF）されたジオン系モビルスーツをもって再び地球圏を脅かした。再興の際、影で支援したのがブッホ・コンツェルン（クロスボーン・バンガード）である。
宇宙世紀0122年、F90を運び入れた戦艦エイブラムを襲撃。地球連邦軍は第13反地球連邦組織討伐部隊を結成して再びオールズモビルズ討伐作戦を行う。宇宙と地球で行われた戦闘は、最終的にシャルル艦隊の主兵力消失により活動は停止。しかしクロスボーン・バンガードの介入もあり月のマスドライバーを占拠して隕石弾による攻撃を目論むがエイブラムの活躍により阻止。そしてオールズモビルが立てこもるクロスボーン・バンガードの宇宙要塞を総攻撃、これを壊滅させオールズモビルは完全に消滅する。
しかし、第二次オールズモビル戦役はオールズモビルのスポンサー、クロスボーン・バンガードの露払い程度にしか過ぎず、そしてフロンティア・サイドにおけるコスモ・バビロニア建国への布石でしかなかった。そして宇宙世紀0123年のコスモ・バビロニア建国戦争へと繋がっていくのである。

### ゼブラゾーン事件
- U.C.0123
  - 『機動戦士ガンダム シルエットフォーミュラ91』（1992年 - 1995年、小説・漫画）

宇宙世紀0123年2月18日、月の裏側の暗礁宙域・ゼブラゾーンにて、アナハイム・エレクトロニクス社の新型MSの起動テストの最中に所属不明機と遭遇したことをきっかけに起こった事件。

### コスモ・バビロニア建国戦争
- U.C.0123 - 0128
  - 『機動戦士ガンダムF91』（1991年、アニメ）
  - 『機動戦士ガンダム シルエットフォーミュラ91（クラスターガンダム編）』（1993年、漫画）

地球連邦軍と大企業ブッホ・コンツェルンの結成した私兵組織クロスボーン・バンガードとの争い。
『機動戦士ガンダムF91』はこの戦争の開戦の部分を描いた作品である。
宇宙世紀0100年代に入り、地球連邦はなお腐敗と増長を続けていた。これに対し、ブッホ・コンツェルンの当主マイッツァー・ロナは高貴な精神を持つ者が人民を率いるべしとするコスモ貴族主義を掲げ、理想国家「コスモ・バビロニア」の建国と連邦政府の打倒を決意する。
宇宙世紀0123年3月16日、クロスボーン・バンガードはスペースコロニー「フロンティアIV」を襲撃する。長年の準備期間で力を蓄えたクロスボーン・バンガードが実戦経験がなく弱体化していた連邦軍の駐留軍を駆逐して、サイド4のコロニー群「フロンティア・サイド」を制圧。「コスモ・バビロニア」として建国宣言を行い、討伐のために派遣された連邦軍艦隊が壊滅した。また、クロスボーン・バンガードは増えすぎた地球人類の粛正を計画し、一部のコロニーに自立型殺戮兵器「バグ」を投入しこれを実行した。
本来1年程度のテレビシリーズで描かれるはずの物語のプロローグ部分を映画化した事情により、戦争の結末までは描かれていない。後に『機動戦士ガンダムF91』の監督を務めた富野が原作を担当した漫画作品『機動戦士クロスボーン・ガンダム』（劇中の時代は宇宙世紀0133年）の中で、「コスモ貴族主義の提唱者であるマイッツアー・ロナの孫娘ベラ・ロナが貴族主義を否定して人は平等であると唱えたため、コスモ・バビロニアは組織が分裂して崩壊した」と、その後の大まかな歴史が語られた。
コスモ・バビロニアの建国自体は失敗したものの、この戦争により地球連邦軍の弱体化と地球連邦政府の宇宙への無関心さが明らかとなり、各地のコロニーが続々と独立する「宇宙戦国時代」と呼ばれる時代へと移行している。『Vガンダム』に登場するザンスカール帝国も、そうしたコロニー国家のひとつである。

### （木星戦役）
- U.C.0133
  - 『機動戦士クロスボーン・ガンダム』（1994年 - 1997年、漫画）

この十数年前には、木星圏においても「国家」と呼び得る程のコロニー群が建設されている事も語られている。

### （神の雷計画）
- U.C.0136
  - 『機動戦士クロスボーン・ガンダム 鋼鉄の7人』（2006年 - 2007年、漫画）

### 宇宙戦国時代
- U.C.0140 - ?

サイド国家主義からコロニー単位の国家主義へとスペースノイドの意識が変化していった為、自衛権の拡大解釈が一コロニーに独立国家並みの自治権を行使させ、コロニー同士による争いが広まっていった時代。連邦政府はそれらの動きを黙認していた。またU.C.0143年にはコロニー主義の台頭、自治権独立運動が再燃している。

#### ザンスカール戦争
- U.C.0149 - 0153
  - 『機動戦士Vガンダム』（1993年 - 1994年、アニメ）
  - 『機動戦士クロスボーン・ガンダム ゴースト』（2012年 - 2016年、漫画）

#### （コロニー独立運動の過激化）
- U.C.0169
  - 『機動戦士クロスボーン・ガンダム Dust』（2016年 - 2021年、漫画）
  - 『機動戦士クロスボーン・ガンダム X-11』（2021年 - 2022年、漫画）

### （マハの反乱）
- U.C.0203
  - 『ガイア・ギア』（1987年 - 1991年、ラジオドラマ）

### （地球連邦崩壊）
- U.C.0218
  - 『G-SAVIOUR上巻』掲載のREPORT OF G SAVIOUR 〜サイド8独立に関するレポート〜（2000年、小説）

度重なる戦乱は連邦を弱体化させ、コロニー（宇宙植民地）の独立を促していった。最終的に連邦政府軍の部隊と市民の支持を受けたサイド駐留軍との高烈度紛争に発展。地球寄りのサイドが仲介にたち紛争を調停したが、これが連邦瓦解を決定的にした（直接的な連邦政府の消滅を意味するのではなく、連邦という宇宙統治機構の分裂を意味する）。紛争終結後サイドの独立を認め連邦は分裂、地球とサイドは国際法上同等の権利を持つ存在になることが出来た。これ以降サイドを構成するコロニーはその植民地を意味する差別的な名称から、セツルメントへと呼称が改められた。地球圏は、旧連邦政府出身者が中心となり実質的後継となった親地球派のセツルメント国家議会とそれらに属さないセツルメント自由同盟の二大勢力が対峙する場へと移行することとなった。

### （ガイアの光事件）
- U.C.0223
  - 『G-SAVIOUR』（2000年 - 2001年、実写・小説）

宇宙世紀0223年、地球圏は著しい環境悪化の影響で食糧問題が深刻化する中、サイド8・ガイアの研究者が開発に成功した生物発光体のサンプルを狙ってセツルメント国家議会軍のガーノー総督の部隊がサイド・ガイアへと侵攻したことで起こった事件。サイド・ガイアの抵抗と秘密結社イルミナーティの助力によって議会軍を撃退することに成功した。

### （プロジェクト・レイブン）
- U.C.0223冬
  - 『G-SAVIOUR』（2000年、ゲーム）

宇宙世紀0223年、冬、議会軍ガーノー提督を中心とした軍事的圧力を退けたサイド「ガイア」はセツルメント国家議会のはからいでサイド8として独立自治権を獲得。その頃、ガーノー提督の腹心であったバイス・バッシング准将が推し進める無人MSモビル・ウェポンの新型機開発計画「プロジェクト・レイブン」を防ぐためにイルミナーティのライトニング部隊が活動を開始する。その後事態はライトニング部隊と精鋭部隊グレムリー・シープの戦いへと移行するが、シドニー湾での戦闘でグレムリー・シープが壊滅したことで計画は阻止された。

### （プロキシマ・ケンタウリへの植民）
- U.C.0653
  - 『機動戦士Vガンダム外伝』（1995年、漫画）

### （外宇宙連邦と太陽系連邦の内戦）
- 新暦1160年
  - 『強化人間物語-MAD WANG 1160』（1994年、漫画）

『強化人間物語 ANOTHER Z GUNDAM STORY』（U.C.0088〜）の912年後を描いた作品。
この時代の戦場は銀河規模にまで拡大。本作での機動兵器は装甲無機生命体「アームドマテリアル」（A・M）と称されている。前作の宇宙世紀0088年にて「ガンダムディフォルティータ」に搭乗し、コールドスリープで眠っていた次世代強化人間のシヴァ・イップス、そしてデコーダ・S・ヴァレンシュタイン、メル・メガニカたちが、「太陽系連邦」と「外宇宙連邦」が戦争状態にある時代に目覚めて活動する。

### アムロの遺産を巡る戦い
- ?????????[43]
  - 『リング・オブ・ガンダム』

### 宇宙世紀の終焉
- U.C.????

最終的な宇宙世紀の存続年数は定かではないが、深刻な食糧難から一部の特権階級が貧困層から人権を剥奪し、食料として扱っていた時代があった事が『ガンダム Gのレコンギスタ』にて判明しており、それが後世に「クンタラ」と呼ばれる被差別民を生むことになる。

### 宇宙エレベーターを巡る戦い
- R.C.1014[43]
  - 『ガンダム Gのレコンギスタ』

「リギルド」とは再鍍金という意味であり、リギルド・センチュリー（R.C.）は宇宙世紀から千年後のメッキし直された世紀ということである。『ガンダム Gのレコンギスタ』では、宇宙世紀時代には軌道エレベータを建設するなどの発展を続けていったが地球の資源を徹底的に消耗し尽くした後、枯渇した地球で人類の大半は死に絶え、末期には共食いするほどであったが、生き残ったわずかな人間たちが地上で復興を果たすまでに千年もの年月が費やされた。そして新しい年号「リギルド・センチュリー（R.C.）」を制定し『ガンダム Gのレコンギスタ』の時代へと移行していった。
なお『ガンダム Gのレコンギスタ』16話「ベルリの戦争」にて「宇宙世紀を含めて2000年を越す歴史がある。トワサンガには」というトワサンガが宇宙世紀の期間を含めて2000年の歴史があるとする旨の台詞がある

### ∀ガンダムの建造と月光蝶の発動
- 宇宙世紀換算で7800年頃

∀ガンダムが建造。
- 宇宙世紀換算で7800年〜正暦0年の間

月光蝶の発動により文明が崩壊する。

### ミリシャとムーンレィスの戦い
- 正暦2345[43]
  - 『∀ガンダム』

具体的な年数は不明ながら『∀ガンダム』の舞台となった正暦2343-2345年の約1万年前（劇場版では約5000年前）は、「宇宙世紀」の紀年法が使用されている時代だったというセリフが存在する。また正暦の時代では、コロニー落としが行われていた時代は「西暦から宇宙世紀に変わった頃」と劇中で説明されている。その後、数千年に渡り延々と続く最終戦争アーマゲドンの最終局面に至り、人類は滅亡の危機に立たされた。
その後、生き残った人類は月へ移住する者と地球に住み続ける者に分裂し、地球環境の再生を待った。人類はこの最終戦争にまつわる記録を黒歴史と呼び、月への移住者ムーンレィスによって封印された。